# Gymnocranius elongatus
Gymnocranius elongatus és una espècie de peix pertanyent a la família dels letrínids.

## Descripció
- Pot arribar a fer 35 cm de llargària màxima (normalment, en fa 25).
- 10 espines i 10 radis tous a l'aleta dorsal i 3 espines i 10 radis tous a l'anal.
- El diàmetre dels ulls és més o menys igual a la llargada del musell.
- El seu color general és platejat, de vegades lleugerament marró a la part dorsal.
- Té al voltant de vuit franges transversals marrons i, de vegades, taques disperses i clapejades als costats.
- Les aletes varien de color entre una tonalitat clara fins a una coloració groc-taronja amb les vores i puntes de l'aleta caudal sovint d'un color vermell fosc.[4][5]

## Alimentació
Menja invertebrats bentònics.

## Hàbitat
És un peix marí, demersal i de clima tropical (35°N-25°S) que viu entre 50 i 100 m de fondària.

## Distribució geogràfica
Es troba des de l'Àfrica oriental i les Seychelles fins a Salomó, el sud del Japó i el nord d'Austràlia.

## Observacions
És inofensiu per als humans i es comercialitza fresc.